# Якшина
Я́кшина (рос. Якшина) — присілок у складі Ірбітського міського округу Свердловської області.
Населення — 333 особи (2010, 435 у 2002).
Національний склад населення станом на 2002 рік: росіяни — 96 %.